# Abatis

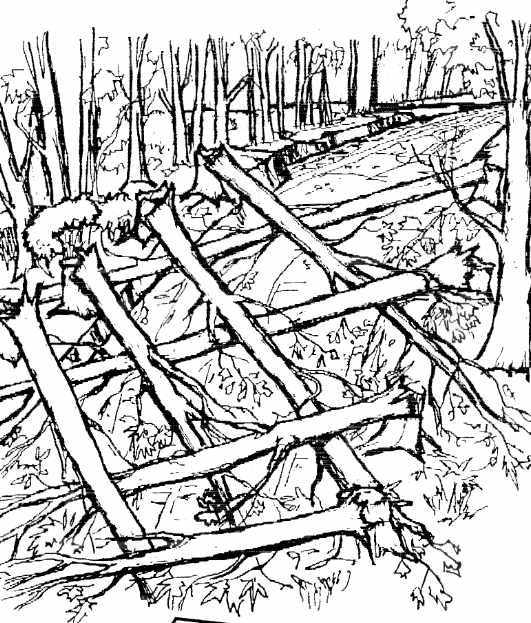
Abatis gigante, feito com árvores inteiras, pode ser um efetivo obstáculo antitanque.

Abatis ou abatida (do francês abattis, que significa um amontoado de material empilhado) é um 
termo usado em fortificações defensivas para designar um obstáculo formado por galhos de árvores abatidas postas em fileiras, em que suas pontas são direcionadas para o inimigo. Existem abatises em que os galhos são entrelaçados por arames, e normalmente são utilizados em conjunto com outros obstáculos.

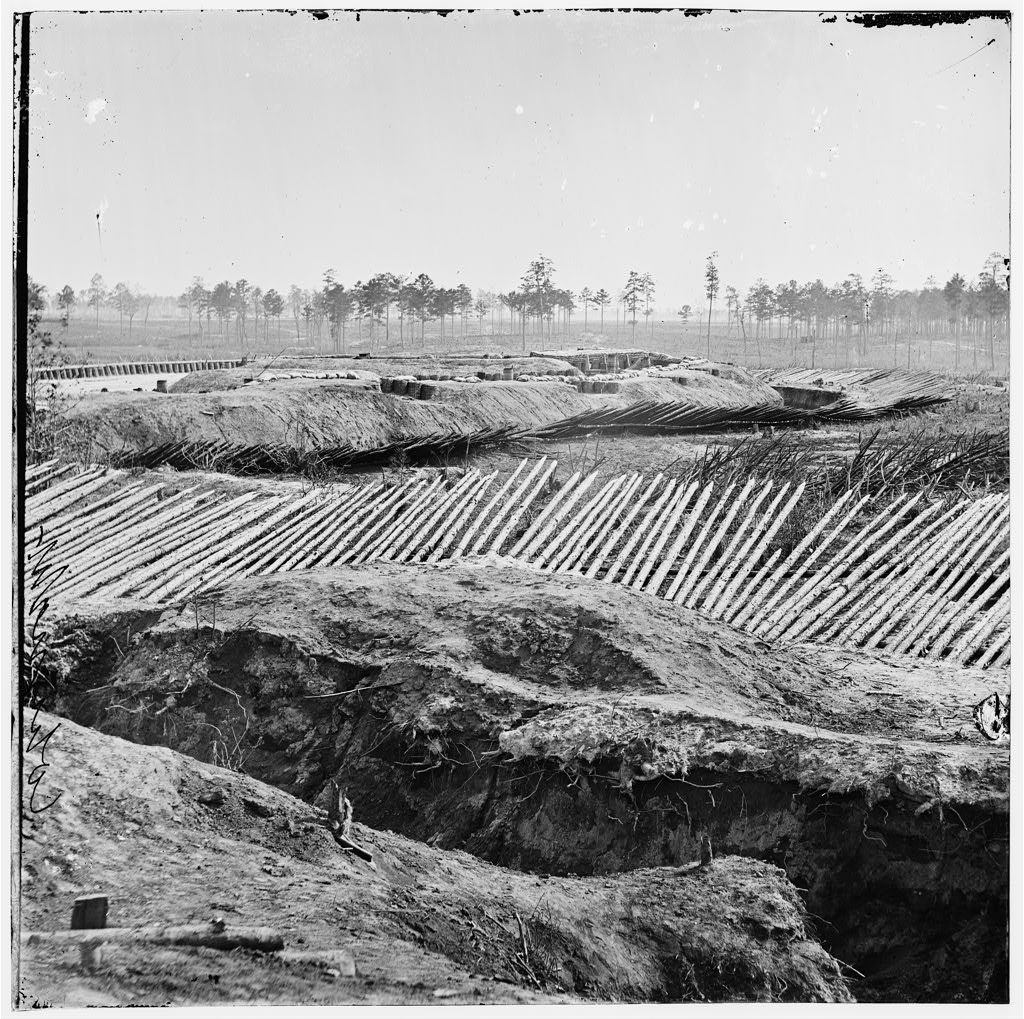
Abatises feitos por tropas da União durante o Cerco de Petersburg, na Guerra Civil Americana, em 1865.

Embora utilizados desde os tempos do Império Romano, os abatises raramente são vistos hoje em dia, tendo sido substituídos pelos obstáculos de arame. Entretanto, quando o suprimento de arame farpado é escasso, os abatises podem ser usados como alternativa. Abatis formados por grandes árvores inteiras podem ser usados como uma defesa antitanque improvisada.

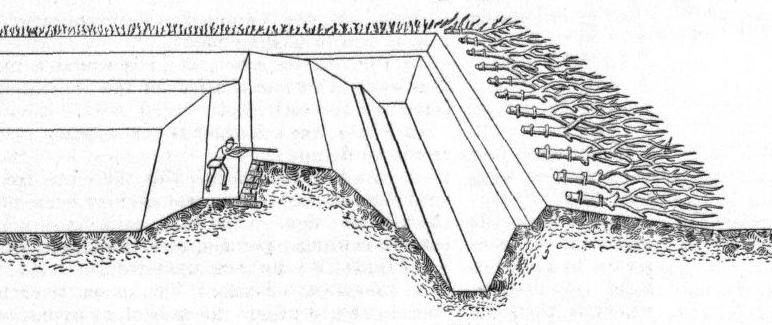
Abatises usados para manter o inimig sob fogo pelo maior tempo possível.

Uma grande desvantagem dos abatises, em contraste com os obstáculos de arame, é que podem ser destruídos pelo fogo. Além disso, caso sejam atados por uma corda ao invés de arames, esta pode ser facilmente consumida pelo fogo ou desatada com a ajuda de um gancho, que também arrastaria os abatises até uma distância segura.
A vantagem dos abatises está na sua rápida improvisação, podendo o obstáculo ser construído rapidamente em áreas arborizadas, apenas fazendo com que uma fileira de árvores derrubadas, manualmente ou com a ajuda de explosivos, caia com suas copas em direção ao inimigo.
Embora raramente utilizados pelas unidades militares convencionais modernas, os abatises ainda são oficialmente mantidos nos treinamentos do exército e do corpo de fuzileiros navais dos Estados Unidos. Atualmente, os treinamentos instruem os engenheiros ou outros construtores no sentido de implementar abatises com árvores derrubadas, com troncos de 1 a 2 metros de comprimento, de modo que as árvores caídas se entrelacem, formando um ângulo de 45 graus em direção ao inimigo. Além disso, recomenda-se que as árvores permaneçam ligadas aos troncos e que o caminho seja todo coberto de abatis por pelo menos 75 metros para que o obstáculo seja eficaz.

Símbolo militar estadunidense para um abatis.

Os mapas militares estadunidenses registram um abatis pelo símbolo de um "V" invertido, com uma pequena linha horizontal que se prolonga para a direita.